# Zoran Marić
Zoran Marić detto Džimi (Boka, 21 febbraio 1960) è un allenatore di calcio ed ex calciatore serbo, di ruolo difensore o centrocampista.

## Palmarès

### Allenatore

#### Club

##### Competizioni nazionali
- Campionato bosniaco: 1

Borac Banja Luka: 2010-2011
- Coppa di Bosnia: 1

Borac Banja Luka: 2009-2010